# رابرت یوناس (تنیس‌باز)
رابرت یوناس (انگلیسی: Robert Eriksson؛ زاده ۷ سپتامبر ۱۹۷۱) یک تنیس‌باز اهل سوئد است.